# Patriot Games
Patriot Games is een Amerikaanse speelfilm uit 1992, geregisseerd door Phillip Noyce. De film is gebaseerd op de roman Patriot Games (1987) van Tom Clancy.

## Verhaal
Jack Ryan (Harrison Ford), een voormalig Amerikaanse CIA-agent, is met vrouw en dochter op vakantie in Londen. Daar belandt hij in een aanslag op een lid van de Britse Koninklijke familie. Deze aanslag, welke gepleegd werd door de IRA, mislukt door zijn toedoen en Ryan schiet hierbij een van de daders dood. Sean Miller (Sean Bean), de oudere broer van de dader, wordt gearresteerd en veroordeeld maar zweert wraak...

## Rolverdeling
| Acteur            | Personage        |
| ----------------- | ---------------- |
| Harrison Ford     | Jack Ryan        |
| Anne Archer       | Cathy Ryan       |
| James Earl Jones  | Adm. James Greer |
| Patrick Bergin    | Kevin O'Donnell  |
| Sean Bean         | Sean Miller      |
| Thora Birch       | Sally Ryan       |
| James Fox         | William Holmes   |
| Ellen Geer        | Rose             |
| Samuel L. Jackson | Robby Jackson    |